# 杨起
杨起（1919年5月17日—2010年11月21日），山东蓬莱人，煤地质学家。1943年毕业于西南联合大学。1946年取得北京大学研究生学位。1952年加入九三学社。担任中国地质大学教授。1991年当选为中国科学院学部委员(院士)。